# Euxoa permixta
Euxoa permixta là một loài bướm đêm trong họ Noctuidae.